# Walter von Keyserlingk
Walter Gustav Ferdinand Freiherr von Keyserlingk (Stettin, 27. lipnja 1860. -  Wiesbaden, 10. prosinca 1946.) je bio njemački admiral i vojni zapovjednik. Tijekom Prvog svjetskog rata zapovijedao je bojnim brodom SMS Kaiser, te je bio zapovjednik njemačkih pomorskih snaga na Baltiku.

## Vojna karijera
Walter von Keyserlingk rođen je 27. lipnja 1860. u Stettinu. Sin je baruna Ewalda von Keyserlinga i Katherine Lenke. U mornaricu je kao kadet stupio 1886. godine. U rujnu 1903. postaje zapovjednikom broda SMS Loreley kojim zapovijeda godinu dana. Od listopada 1908. služi kao mornarički ataše u njemačkom veleposlanstvu u Sankt-Peterburgu koju dužnost obnaša do rujna 1912. godine. U listopadu 1912. Keyserlingk s činom kapetana postaje zapovjednikom bojnog broda SMS Lothringen.

## Prvi svjetski rat
U Prvom svjetskom ratu Keyserlingk od siječnja 1916. zapovijeda bojnim brodom SMS Kaiser. Zapovijedajući navedenim bojnim brodom sudjeluje u Bitci kod Jyllanda. U prvoj polovici 1917. u dva navrata tijekom privremeno zapovijeda 4. eskadrom bojnih brodova. U svibnju te iste godine promaknut je u kontraadmirala nakon čega služi u odjelu operacija Admiraliteta. Istodobno s navedenom dužnosti od prosinca 1917. sudjeluje kao predstavnik Admiraliteta u pregovorima koji su rezultirali potpisivanjem Brest-Litovskog mira. U kolovozu 1918. Keyserlingk postaje zapovjednikom njemačkih pomorskih snaga na Baltiku.

## Poslije rata
Dužnost zapovjednika njemačkih pomorskih snaga na Baltiku Keyserling obnaša do srpnja 1919. godine. Walter von Keyserlingk preminuo je 10. prosinca 1946. godine u 77. godini života u Wiesbadenu. Od 1898. godine bio je oženjen s Isidorom Huenke s kojom je imao četvoro djece.  

## Vanjske poveznice
(eng.) Walter von Keyserlingk na stranici Keyserlingk.info  Arhivirana inačica izvorne stranice od 4. ožujka 2016. (Wayback Machine)